# 大村征弥
大村 征弥（おおむら まさや、1998年〈平成10年〉6月30日 - ）は、日本の俳優、ダンサー、歌手、モデル。岡山県出身。ライジングプロダクション所属。

## 人物
- 趣味は服[3]、音楽を聴くこと、格闘技観戦[1]。
- 特技は歌、ダンス、サッカー[1]。
- 2025年8月4日、自身のXおよびInstagramにてライジングプロダクションへの所属を報告した[4][2]。

## 出演

### 舞台
- ミュージカル『テニスの王子様』4thシーズン -ジャッカル桑原 役[5]
  - 青学vs立海（2024年1月24日 - 3月2日）[6]
  - 全国大会 青学vs氷帝（2025年7月6日 - 8月31日）
- SOARS MUSICAL PROJECT VOL.3「DREAMER」（2024年12月11日 - 12月16日）- ポール馬華戸 役　※ダブルキャスト
- ジャッキー・ウー・ミュージカル「もう一度抱きしめて」（2025年１月29日 - 2月2日）- ケン 役
- 舞台「Fight!」2025（2025年2月27日 - 3月3日）- 田中力 役
- 劇団 ハイキュー!! “出逢い” （2025年5月17日 – 6月1日）- 黒尾鉄朗 役[7][8]

## ディスコグラフィ

### シングル
|     | リリース      | 楽曲     | 備考 |
| --- | ------------- | -------- | ---- |
| 1st | 2025年4月20日 | Unchange | 配信 |
| 2nd | 2025年6月25日 | You      | 配信 |